# Donald est de sortie
Pour plus de détails, voir Fiche technique et Distribution.
Donald est de sortie (Donald's Off Day) est un dessin animé de la série des Donald Duck produit par Walt Disney pour RKO Radio Pictures et Buena Vista Pictures sorti le 8 décembre 1944.

## Synopsis
Donald a un jour de repos, et voyant à l'extérieur le beau temps, il compte bien aller jouer au golf. Mais au moment de sortir l'orage éclate douchant ses espoirs. Il passe alors sa colère sur ses neveux. Quand il s'est installé dans son fauteuil, ceux-ci prennent leur revanche en jouant avec son hypocondrie...

## Fiche technique
- Titre original : Donald's Off Day
- Titre français : Donald est de sortie
- Série : Donald Duck
- Voix : Clarence Nash (Donald et ses neveux)
- Réalisateur : Jack Hannah
- Scénaristes : Bill Berg et Dick Shaw
- Animateurs : John F. Reed, Art Scott, Harvey Toombs, Thelma Witmer, Judge Whitaker
- Layout : Yale Gracey
- Background : Thelma Witmer
- Musique : Paul J. Smith
- Producteur : Walt Disney
- Société de production : Walt Disney Productions
- Distributeur : RKO Radio Pictures et Buena Vista Pictures
- Date de sortie : 8 décembre 1944
- Format d'image : couleur (Technicolor)
- Son : Mono (RCA Photophone)
- Durée : 8 min
- Langue : (en)
- Pays :  États-Unis

## Voix françaises
- Sylvain Caruso : Donald Duck et ses neveux
- ??? : la voix de la radio

## Titre en différentes langues
D'après IMDb :
- Suède : Kalle Ankas lediga dag